# سد متز
سد متز (به لاتین: Metz Dam) یک سد در آفریقای جنوبی است که در لیمپوپو واقع شده‌است.